# Marc Varez
 (août 2009).
Si vous disposez d'ouvrages ou d'articles de référence ou si vous connaissez des sites web de qualité traitant du thème abordé ici, merci de compléter l'article en donnant les références utiles à sa vérifiabilité et en les liant à la section « Notes et références ».
Marc Varez est l'ex batteur de Satan Jokers, Blackstone, Ian Kent & The Immigrants et Renaud Hantson batteur de Vulcain. Le retour. Producteur et batteur de Blackstone et de Ian Kent & The Immigrants. 